# Gabriel Bartalos
Gabriel Zoltan Bartalos (noto anche come Gabe Bartalos) (Contea di Westchester, 1970) è un regista, truccatore ed effettista statunitense.
È noto per le sue collaborazioni coi registi Frank Henenlotter, Matthew Barney (il ciclo di Cremaster) e per la serie cinematografica Leprechaun.

## Biografia
Figlio di una coppia di dottori, fin da piccolo è affascinato dall'anatomia umana. l suo primo esperimento cinematografico è un cortometraggio in Super 8 dal titolo The Bored Boy, in cui Bartalos interpreta un personaggio seduto a un tavolo colto nell'atto di divorare se stesso.
Appena adolescente, nel 1983 comincia l'attività professionale nel cinema come stagista sul set del film The Deadly Spawn, dove è assistente del truccatore Arnold Gargiulo. Lavora poi come scultore, pittore e truccatore su numerosi film horror come Spookies (1986, dove, insieme con Jennifer Aspinall, prende il posto di Gargiulo dopo che questi viene licenziato), Venerdì 13 parte VI - Jason vive (1986), Non aprite quella porta - Parte 2 (1986), From Beyond - Terrore dall'ignoto (1986), Dolls (1987), Ammazzavampiri 2 (1988).
Successivamente Bartalos contatta Frank Henenlotter che gli propone di realizzare gli effetti speciali e le creature di Brain Damage - La maledizione di Elmer (1988). Bartalos lavora a tutti gli altri film del regista fino al 2008. È inoltre co-produttore di un altro film di Henenlotter, Chasing Banksy (2015).
Nel 1991, attraverso il collega Keith Edmier, conosce l'artista Matthew Barney per il quale realizzerà il design degli effetti speciali di protesi utilizzati per il ciclo di film Drawing Restraint e Cremaster. Nello stesso anno crea la Atlantic West Effect, la società attraverso la quale da quel momento in poi darà vita ai suoi lavori. Nel 1993 crea il trucco per il film Leprechaun, partecipando poi a tutti gli altri titoli della serie.
Nel 2004 esordisce alla regia con l'horror Scannati vivi (Skinned Deep). Collabora inoltre col fotografo Mark Seliger a diverse copertine della rivista Rolling Stone.
Nel 2013 l'University Art Museum di Long Beach dedica al suo lavoro una retrospettiva dal titolo Abhorrence and Obsession.
Il fratello Michael Bartalos è illustratore, scultore e artista video.

## Filmografia

### Trucco ed effetti speciali
- The Deadly Spawn, regia di Douglas McKeown (1983)
- Striscia ragazza striscia (Crawlspace), regia di David Schmoeller (1986)
- Venerdì 13 parte VI - Jason vive (Friday the 13th Part VI: Jason Lives), regia di Tom McLoughlin (1986)
- Non aprite quella porta - Parte 2 (The Texas Chainsaw Massacre Part 2), regia di Tobe Hooper (1986)
- From Beyond - Terrore dall'ignoto (From Beyond), regia di Stuart Gordon (1986)
- Spookies, regia di Eugenie Joseph, Thomas Doran e Brendan Faulkner (1986)
- Dolls, regia di Stuart Gordon (1987)
- Ammazzavampiri 2 (Fright Night Part II), regia di Tommy Lee Wallace (1988)
- Brain Damage - La maledizione di Elmer (Brain Damage), regia di Frank Henenlotter (1988)
- Basket Case 2, regia di Frank Henenlotter (1990)
- Darkman, regia di Sam Raimi (1990)
- Frankenhooker, regia di Frank Henenlotter (1990)
- Gremlins 2 - La nuova stirpe, regia di Joe Dante (1990)
- Guyver, regia di Screaming Mad George e Steve Wang (1991)
- Basket Case 3: The Progeny, regia di Frank Henenlotter (1992)
- Il mio amico Munchie (Munchie), regia di Jim Wynorski (1992)
- Leprechaun, regia di Mark Jones (1993)
- Leprechaun 2, regia di Rodman Flender (1994)
- Cremaster 4, regia di Matthew Barney (1995)
- Leprechaun 3, regia di Brian Trenchard-Smith (1995)
- Cremaster 1, regia di Matthew Barney (1996)
- Cremaster 5, regia di Matthew Barney (1997)
- Leprechaun 4 - Nello spazio (Leprechaun 4: In Space), regia di Brian Trenchard-Smith (1997)
- Godzilla, regia di Roland Emmerich (1998)
- Cremaster 2, regia di Matthew Barney (1999)
- Leprechaun 5 (Leprechaun: In the Hood), regia di Rob Spera (2000)
- Cremaster 3, regia di Matthew Barney (2002)
- Leprechaun 6 - Ritorno nel ghetto (Leprechaun: Back 2 tha Hood), regia di Steven Ayrmolooi (2003)
- Drawing Restraint 9, regia di Matthew Barney (2005)
- Hoist, regia di Matthew Barney, episodio del film Destricted (2006)
- River of Fundament, regia di Matthew Barney (2006 - 2014)
- Bad Biology, regia di Frank Henenlotter (2008)
- Army of the Dead, regia di Zack Snyder (2021)
- Shaky Shivers, regia di Sung Kang (2022)

### Regia
- Scannati vivi (Skinned Deep) (2004)
- Saint Bernard (2013)